# الحوار المتمدن
الحوار المتمدن مؤسسة مجتمع مدني تطوعية غير حكومية وغير نفعية وغير ربحية تعنى بقضايا الثقافة والإعلام، ونشر الوعي السياسي والاجتماعي والثقافي الإنساني والتقدمي الحديث وتتكون من مجموعة من مواقع إلكترونية بالعربية والإنكليزية تابعة لمؤسسة الحوار المتمدن ويكتب فيها عدد كبير من المفكرين والمفكرات العرب بهدف نشر الثقافة اليسارية والعلمانية والديمقراطية في العالم العربي. الموقع الرئيسي اسمه الحوار المتمدن وهو أول صحيفة يسارية-علمانية إلكترونية يومية في العالم العربي.
فاز الحوار المتمدن بجائزة ابن رشد للفكر الحر في سنة 2010 باعتباره أفضل موقع عربي والأكثر تأثيرا.

## التأسيس
تأسست مؤسسة الحوار المتمدّن في 9-12-2001 من قبل السياسي والاعلامي رزكار عقراوي وفق مفهوم اليسار الإلكتروني وبعدها انضم اليه عدد كبير من اليساريين.

## الأهداف
نشر وترويج الفكر اليساري والعلماني والديمقراطي، وإشاعة ثقافة احترام الرأي والرأي الآخر، وكذلك تنشيط الحوارات بين القراء والكتاب من النساء والرجال وضمان تنشيط النقاشات الفكرية والثقافية والسياسية والاجتماعية والبيئية، بهدف الوصول إلى أرضية إنسانية عادلة صالحة لبناء مجتمع مدني ديمقراطي علماني حديث يضمن المساواة والعدالة الاجتماعية، ويُحترم فيه حق الإنسان في الحياة والعمل والعيش الكريم وحرية التنظيم والتعبير والتظاهر والإضراب، وحرية المعتقد والانتماء... الخ، إضافة إلى تنشيط الحوار السياسي والثقافي والفكري بين الأطراف المختلفة، لتحقيق الأهداف التي وضعتها مؤسسة الحوار المتمدّن عند انطلاقتها الأولى. وخلال السنوات المنصرمة أصبح موقع الحوار المتمدن منبراً إنسانياً عاما مفتوحاً للجميع وبالأخص للتيارات اليسارية والعلمانية والديمقراطية كافة، بل حتى للاتجاهات الدينية المتنورة.

## الهوية اليسارية واليسار الإلكتروني
الحوار المتمدن أحد أهم تطبيقات اليسار الإلكتروني، وتعتبر الهوية اليسارية الإلكترونية أحد أهم الركائز الأساسية التي تعتمدها مؤسسة الحوار المتمدن وهي التي يستند إليها في آليات ومفاصل عمله كافة.
وتمكن الحوار المتمدن من ترويج مفهوم تعددية منابر اليسار والانفتاح على بعضها ونبذ احتكار الحقيقة المطلقة، كما ركز على ضرورة الحوار الفاعل والتأثير المتبادل بين الأحزاب والمنظمات والشخصيات اليسارية والديمقراطية. وكان داعيا لا يكل ومروجا مستمراً للتعاون والتنسيق والعمل المشترك في ما بينها في العالم العربي.
في نفس الوقت اختلف نوعا ما عن آليات عمل اليسار التقليدي في طرق التنظيم والترويج والتعبير، ومضمون الخطاب الفكري والسياسي، حيث استخدم وابتكر مفاهيم جديدة، واستخلص الدروس من نكسات اليسار وأخطاءه، واستند في عمله إلى التقدم التقني والإلكتروني، والانفتاح الكامل واحترام الرأي الأخر داخليا وخارجيا، ومخاطبة كل المجتمع وليس نخب محدودة فيه وإشراكها في التعبير عن همومها والحوار معها.
أدى كل ذلك إلى إحراز نجاح كبير في الوصول إلى أوساط واسعة من المجتمعات التي كان يريد ويسعى إلى إيصال توجهات اليسار والفكر الماركسي وعموم الفكر الإنساني والتحرري إليها، وكذلك النشر والترويج لنضالات الحركات العمالية والنقابية المحلية والعالمية، إطلاق مئات من الحملات داعمة للحريات وحقوق الإنسان والمرأة والجماهير الكادحة، كما تم طرح العشرات من ملفات دورية حول مختلف القضايا المهمة للفكر اليساري والديمقراطي.

## حقوق المرأة والتميز الإيجابي
شكلت حقوق المرأة محوراً أساسيا من محاور عمل ونقاش ونضال الحوار المتمدن على امتداد السنوات المنصرمة. لقد تبنى النضال في سبيل المساواة التامة مع الرجل في المجالات والميادين كافة وقام بنشاطات وفعاليات كثيرة وطرح ملفات عديدة حول تحرر المرأة في العالمين العربي والإسلامي.
يرى الحوار المتمدن ان المطالبة بالمساواة الكاملة للمرأة في المرحلة الحالية غير كاف ولابد من طلب المزيد وهو – التميز الإيجابي – لصالح المرأة على حساب الرجل!، هذا -التميز الإيجابي- مع –كوتا- تصاعدية تساعد في تسريع عملية المساواة وتعزيز دور المرأة وإشراكها في نشاطات المجتمع المختلفة وتذليل العقبات التي تعيق ذلك.
الحوار المتمدن أعطى قضية حقوق المرأة ومساواتها دورا محوريا وأساسيا في كافة نشاطاته وأسس مركز مساواة المرأة في عام 2004 ليتخصص في هذا المجال، وأطلق بالتعاون مع المركز العشرات من الحملات، الملفات، مواضيع لشارك-ي برأيك، والتصويت المروج لقضية تحرر المرأة ومساواتها، وشجع الكاتبات في مواقع ومراكز الحوار المتمدن وأعطيت مواضيعهن الأولوية المناسبة وفقا لمفهوم- التميز الإيجابي - بعد مراعاة الجودة، كما التزم بالترويج ودعم المنظمات النسائية إعلاميا وفقا لإمكانياته.

## العلمانية والديمقراطية
احتلت – العلمانية والديمقراطية- مكانا مهماً في عمل الحوار المتمدن، إذ أتاح فرصة ثمينة لطرح الآراء العلمانية والديمقراطية كافة بحرية وتناقش بموضوعية. ولم يقتصر النشر على اتجاه يساري معين يعتمد العلمانية والديمقراطية التي تبلورت كمفهوم لدى قوى اليسار فحسب، بل توسع ليشمل الآراء المختلفة بشأنها، سواء أكان ذلك حول الديمقراطية ام حقوق الإنسان، كما وجد المتدين المتفتح المؤيد والمنتقد لها فرصة ممارسة الحوار والنقاش على صفحات مواقعه.

## تعزيز ثقافة الحوار
إن انفتاح الحوار المتمدن الواسع على مختلف الاتجاهات الفكرية وإعطائه مجالاً كبيراً في النشر جاء لضمان التفاعل والنقاش، إذ ساهم في تنشيط الحوار وتعزيز ثقافة الاختلاف واحترام الرأي والرأي الأخر، وكان ذلك أحد المميزات الجديدة والجيدة ليسارية الحوار المتمدن والتي أعطت مثلا ايجابيا لليسار والإعلام الإلكتروني المتفتح. ومن خلال قسم الحوارات المفتوحة عمل من اجل تنشيط الحوارات الفكرية والثقافية والسياسية بين المئات من الكتاب والكاتبات والشخصيات السياسية والاجتماعية والثقافية الأخرى من جهة، وبين قراء وقارئات الإنترنت من جهة أخرى، من أجل تعزيز التفاعل الإيجابي والحوار اليساري والعلماني والديمقراطي والديني الموضوعي والحضاري البناء للحوار حول المواضيع الحساسة والمهمة المتعلقة بالتطوير والتحديث وترسيخ ثقافة حقوق الإنسان وحقوق المرأة والعدالة الاجتماعية والسلام.

## المراكز التخصصية
لمؤسسة الحوار المتمدن مجموعة من المراكز التخصصية:
- مركز مساواة المرأة
- مركز دراسات وابحاث الماركسية واليسار
- مركز الدراسات والابحاث العلمانية في العالم العربي
- مركزابحاث ودراسات الحركة العمالية والنقابية في العالم العربي
- مركز حق الحياة لمناهضة عقوبة الإعدام
- حملات التمدن
- مروج التمدن

## الجوائز
- جائزة ابن رشد للفكر الحر 2010.[18]